# 히라타 교미
히라타 교미(일본어: 平田 京美, 1982년 7월 22일~)는 일본의 플뢰레 펜싱 선수이다. 그녀는 2012년 하계 올림픽의 여자 플뢰레 단체전에 교체 요원으로 출전하였다.